# Мошников, Вячеслав Алексеевич
Вячеслав Алексеевич Мошников (род. 24 июня 1947, Тарту) — специалист в области локальных методов диагностики твёрдого тела, физики и технологии узкозонных полупроводников и полупроводниковой сенсорики. Доктор физико-математических наук (1997), профессор (1999).

## Биография
В 1971 г. окончил ЛЭТИ по специальности «Диэлектрики и полупроводники». В 1971—1974 служил в рядах ВМФ на краснознамённом Тихоокеанском флоте. С 1974 г. работал старшим инженером, потом младшим научным сотрудником (1976), старшим научным сотрудником (1983) ПНИЛ «Электрофизические процессы в диэлектриках и полупроводниках» ЛЭТИ. В 1981 г. защитил кандидатскую диссертацию «Исследование неоднородностей в твёрдых растворах теллурида свинца-теллурида олова». Руководитель — доктор химических наук, профессор Борис Филиппович Ормонт.
Разработал курсы лекций по дисциплинам «Некристаллические и композиционные материалы», «Некристаллические материалы в электронике». В качестве научного руководителя и ответственного исполнителя участвовал в выполнении ряда НИР, автор более 200 научных и учебно-методических работ, в том числе 3 монографии, 9 учебных пособий, более 130 статей, соавтор 18 изобретений, в том числе соавтор изобретения -  способ определения температуры изменения типа проводимости на границе области гомогенности полупроводниковых соединений AIVBVI.
По данным сайта e-library на май 2016 г., число публикаций автора с учётом статей, найденных в списках литературы, превышало 300. Индекс Хирша равен 28. Большинство работ автора опубликованы в журналах «Физика и техника полупроводников», «Известия СПбГЭТУ „ЛЭТИ“», «Физика и химия стекла», «Неорганические материалы», «Нано- и микросистемная техника», «Журнал технической физики», «Приборы и техника эксперимента» и переводных версиях данных журналов.
Под руководством профессора В. А. Мошникова подготовлено 20 кандидатов наук.
С 2003 г. заместитель заведующего кафедрой микро- и наноэлектроники ЛЭТИ по научной работе.

## Награды
- Нагрудный знак «Изобретатель СССР»
- Медаль «В память 300-летия Санкт-Петербурга» (2003)
- Звание и нагрудный знак «Почётный работник высшего профессионального образования Российской Федерации» (2007)

## Основные труды

### Монографии
- Максимов А. И., Мошников В. А., Таиров Ю. М., Шилова О. А. Основы золь-гель-технологии нанокомпозитов. Монография. СПб.: Техномедиа, Элмор, 1-е изд. 2007, 2-е изд. 2008. 255 с. ISBN 5-7629-0850-X
- Александрова О. А., Максимов А. И., Мошников В. А., Чеснокова Д. Б. Халькогениды и оксиды элементов IV группы. Получение, исследование, применение / Под ред. В. А. Мошникова. СПб.: Технолит, 2008. 240 с. ISBN 5-7629-0908-5
- Нанотехнология: физика, процессы, диагностика, приборы (глава «Золь-гель технология наноструктурированных материалов», стр. 135-166) // Под ред. В. В. Лучинина, Ю. М. Таирова.- М.: ФИЗМАТЛИТ, 2006, 552 с.

### Зарубежные монографии
- Ponomareva A., Moshnikov V.A., Suchaneck G. Chapter 11. Mesoporous Gas-Sensitive SnO2-SiO2 Nanocomposites in book: Handbook of Functional Nanomaterials. Volume 2 — Characterization and Reliability / (Nanotechnology Science and Technology). Nova Science Publishers.
- Moshnikov V.A., Gracheva I.E., Pshchelko N.S., Anchkov M.G., Levine K.L. Chapter 12. Investigating Properties of Gas-Sensitive Nanocomposites Obtained via Hierarchical Self-Assembly in book: Smart Nanoobjects: Synthesis and Characterization / Nova Science Publishers

### Учебные пособия
- Мошников В. А., Таиров Ю. М., Хамова Т. В., Шилова О. А. Золь-гель технология микро- и нанокомпозитов . Учебное пособие,СПб: «Лань», 304с.,2013 ISBN 978-5-8114-1417-8
- Мошников В. А., Спивак Ю. М., Алексеев В. А., Пермяков Н. В. Атомно-силовая микроскопия для исследования наноструктурированных материалов и приборных структур: Учеб. пособие. СПб.: Изд-во СПбГЭТУ «ЛЭТИ», 2013. 140с. ISBN 978-5-7629 (ошибоч.)
- Аверин И. А., Мошников В. А., Пронин И. А. Газочувствительность металлооксидных полупроводниковых плёнок на основе материалов с отклонением от стехиометрии // Учебное пособие. Пенза. Изд-во ПГУ, 2013. 100с. ISBN 978-5-94170-553-5
- Сычёв М. М., Коробко В. Н., Бахметьев В. В., Мякин С. В., Гринёва С. И., Корсаков В. Г.,Нечипоренко А. П., Гузь А. В., Мошников В. А. Материаловедение и технологии современных перспективных материалов // Лабораторный практикум. СПб: Изд-во СПбГТИ(ТУ). 2013. 161 с.
- Диагностика материалов методами сканирующей зондовой микроскопии. Александрова О. А., Алексеев П. А., Грачёва И. Е., Карпова С. С., Максимов А. И., Мараева Е. В., Мошников В. А., Пермяков Н. В., Соколова Е. Н., Спивак Ю. М., Титков А. Н. // под ред проф. Мошникова В. А. Учеб. пособие, 2012. Изд-во СПбГЭТУ «ЛЭТИ», 187 с. ISBN 978-5-7629-1243-3
- Грачёва И. Е., Мошников В. А. Наноматериалы с иерархической структурой пор. Учебное пособие. СПб.: СПбГЭТУ ЛЭТИ, 2011. 107 с. ISBN 978-5-7629-1211-2
- Мошников В. А., Спивак Ю. М. Наноматериалы специальной техники. Учебно-методический комплекс. СПб.: СПбГЭТУ ЛЭТИ, 2011. 268 с.
- Основы водородной энергетики / под ред. В. А. Мошникова и Е. И. Терукова. СПб.: Изд-во СПбГЭТУ ЛЭТИ, 1-е изд. 2010, 2-е изд. 2011, 288 с. ISBN 978-5-7629-1096-5. ISBN 978-5-7629-1096-5
- Наноматериалы. Лабораторный практикум / Под ред. В. А. Мошникова. СПб.: СПбГЭТУ «ЛЭТИ». 2010. 94 с. ISBN 978-5-7629-1118-4
- Мошников В. А., Спивак Ю. М. Атомно-силовая микроскопия для нанотехнологии и диагностики. Учеб. пособие СПб.: Изд-во СПбГЭТУ ЛЭТИ, 2009, 80 с. ISBN 978-5-7629-0908-8 (ошибоч.)
- Мошников В. А., Александрова О. А. Новые углеродные материалы. Учебное пособие. СПб.: Изд-во СПбГЭТУ ЛЭТИ, 2008. 92 с. ISBN -5-7629-873-9 (ошибоч.)
- Александрова О. А., Мошников В. А. Физика и химия материалов оптоэлектроники и наноэлектроники: Практикум. СПб.: Изд-во СПбГЭТУ «ЛЭТИ», 2007. 68 с. ISBN 5-7629-0807-0
- Жабрев В. А.,Мошников В. А., Таиров Ю. М., Шилова О. А. Золь-гель-технология: учеб.пособие / СПб.: Изд-во СПбГЭТУ"ЛЭТИ", 2004,156 c. ISBN 5-7629-0595-0
- Мошников В. А., Федотов А. А., Румянцева А. И. Методы сканирующей зондовой микроскопии в микро- и наноэлектронике: Учеб.пособие. СПб: Изд-во СПбГЭТУ «ЛЭТИ», 2003 г. 84 c. ISBN 5-7629-0551-9
- Зятьков И. И., Максимов А. И., Мошников В. А. Сенсоры на основе полевых транзисторов. Учебное пособие. СПб.: СПбГЭТУ «ЛЭТИ», 2002. 56 с. ISBN 5-7629-0474-1.
- Давыдов С. Ю., Мошников В. А., Томаев В. В. Адсорбционные явления в поликристаллических полупроводниковых сенсорах. Учеб. пособие. СПб.: Изд-во СПбГЭТУ ЛЭТИ, 1998. 56 c.

### Статьи
- Bakin A.S., Bestaev M.V., Dimitrov D.Tz., Moshnikov V.A., Tairov Yu.M. SnO2 Based Gas Sensitive Sensor // Thin Solid Films. 1997. V. 296. № 1-2. P. 168—171.
- Moshnikov V.A., Gracheva I.E., Kuznezov V.V., Maximov A.I., Karpova S.S., Ponomareva A.A. Hierarchical nanostructured semiconductor porous materials for gas sensors // Journal of Non-Crystalline Solids. 2010. V. 356. № 37-40. P. 2020—2025.
- Gracheva I.E., Moshnikov V.A., Karpova S.S., Maraeva E.V. Net-like structured materialsfor gas sensors // Journal of Physics: Conference Series. 2011. V. 291. № 1. P.012017.
- Gracheva I.E., Spivak Y.M., Moshnikov V.A. AFM technicques for nanostructured materials used in optoelectronic andgas sensors // EUROCON 2009 St. Petersburg, 2009. P. 1246—1249.
- Мошников В.A., Грачёва И. Е., Аньчков М. Г. Исследование наноматериалов с иерархической структурой, полученных золь-гель методом // Физика и химия стекла. 2011. Т. 37. № 5. С. 672—684.